# The Frankensteins Monsters Blinds
The Frankensteins Monsters Blinds è l'ottantatreesimo album in studio del chitarrista statunitense Buckethead, pubblicato il 27 marzo 2014 dalla Hatboxghost Music.

## Il disco
Cinquantaquattresimo disco appartenente alla serie "Buckethead Pikes", The Frankensteins Monsters Blinds è stato pubblicato dopo appena quattro giorni dall'uscita di City of Ferris Wheels, con il quale condivide lo stesso numero di tracce.
I titoli dei brani rendono omaggio a Boris Karloff, il quale rese popolare il mostro di Frankenstein grazie al film Frankenstein (1931).

## Tracce
Musiche di Buckethead.
1. Boris – 8:12
2. Kar – 13:58
3. Loff – 8:27

## Formazione
- Buckethead – chitarra, basso, programmazione